# Velimir Stjepanović
Velimir Stjepanović (en serbe : Велимир Стјепановић), né le 7 août 1993 à Abou Dabi (Émirats arabes unis), est un nageur serbe, spécialiste de la nage libre et du papillon.

## Biographie
Né aux Émirats arabes unis, de parents Serbes de Bosnie, il choisit de représenter la Serbie en compétitions internationales. Il remporte le 100 m lors des Championnats d'Europe juniors de natation 2011.
En 2012, il a disputé sa première finale olympique à Londres, celle du 200 m papillon, la terminant au sixième rang. En 2014, il devient champion d'Europe du 200 m et du 400 m nage libre.

## Palmarès

### Championnats du monde

#### Petit bassin
- Championnats du monde 2014 à Doha (Qatar) :
  -  médaille de bronze sur 400 m nage libre.

### Championnats d'Europe

#### Grand bassin
- Championnats d'Europe 2014 à Berlin (Allemagne) :
  -  médaille d'or sur 400 m nage libre.
  -  médaille d'or sur 200 m nage libre.

- Championnats d'Europe 2016 à Londres (Royaume-Uni) :
  -  médaille d'argent sur 200 m nage libre.

- Championnats d'Europe 2024 à Belgrade (Serbie) :
  -  médaille d'or du relais 4 × 100 m nage libre.

#### Petit bassin
- Championnats d'Europe 2013 à Herning (Danemark) :
  -  médaille d'or sur 200 m papillon.
  -  médaille de bronze sur 400 m nage libre.